# Liste der Kulturdenkmale in Drei Gleichen (Gemeinde)
Die Liste der Kulturdenkmale in Drei Gleichen (Gemeinde) ist auf dem Stand vom 14. Juli 2016 und enthält gemäß dem Gesetz zur Pflege und zum Schutz der Kulturdenkmale im Land Thüringen (ThüDSchG) in der geltenden Fassung vom 24. Februar 2016 bzw. dem Ersten Gesetz zur Änderung des ThüDSchG vom 23. November 2005 die Kulturdenkmale der Gemeinde Drei Gleichen im thüringischen Landkreis Gotha.

## Definitionen
Der Schutz der unbeweglichen Kulturdenkmale entsteht bereits durch das Vorliegen der gesetzlichen Voraussetzungen des § 2 des Thüringer Denkmalschutzgesetzes und ist nicht von der Eintragung in die Denkmalliste des Landes oder der Gemeinden abhängig. Das bedeutet, dass auch Objekte, die nicht in einer Denkmalliste verzeichnet sind, durchaus Denkmale sein können.

### Kulturdenkmale
Laut § 2 des Thüringer Denkmalschutzgesetzes sind Kulturdenkmale alle Sachen, Sachgesamtheiten oder Sachteile, die aus geschichtlichen, künstlerischen, technischen, wissenschaftlichen, volkskundlichen oder städtebaulichen Gründen sowie aus Gründen der historischen Dorfbildpflege ein öffentliches Interesse besteht. Zu den Kulturdenkmalen werden auch Denkmalensembles und Bodendenkmale gezählt.

#### Denkmalensemble
Um ein Denkmalensemble kann es sich handeln bei:
- baulichen Gesamtanlagen: Bauliche Gesamtanlagen sind insbesondere Gebäudegruppen, einheitlich gestaltete Quartiere und Siedlungen und historische Ortskerne einschließlich der mit ihnen verbundenen Pflanzen, Frei- und Wasserflächen.

- kennzeichnenden Straßen-, Platz- oder Ortsbildern: Ein kennzeichnendes Straßen-, Platz- oder Ortsbild ist insbesondere gegeben, wenn das Erscheinungsbild der Anlage für eine bestimmte Epoche oder Entwicklung oder für eine charakteristische Bauweise mit auch unterschiedlichen Stilarten kennzeichnend ist.

- kennzeichnende Ortsgrundrisse: Ein kennzeichnender Ortsgrundriss ist gegeben, wenn das Erscheinungsbild der Anlage für eine bestimmte Epoche oder Entwicklung charakteristisch ist, insbesondere im Hinblick auf Orts- und Siedlungsformen, Straßenführungen, Parzellenstrukturen und Festungsanlagen.

- historischen Park- und Gartenanlagen: Historische Park- und Gartenanlagen sind Werke der Gartenbaukunst, deren Lage sowie architektonische und pflanzliche Gestaltung von der Funktion der Anlage als Lebensraum und Selbstdarstellung früherer Gesellschaftsformen und der von ihr getragenen Kultur Zeugnis geben. Dazu zählen auch Tier- und botanische Gärten, soweit sie eine eigene historische und architektonische Gesamtgestaltung besitzen.

- historischen Produktionsstätten und -anlagen.

Nicht alle Teile eines Denkmalensembles müssen Kulturdenkmal sein, um als Kulturdenkmal zu gelten.

#### Bodendenkmal
Bewegliche oder unbewegliche Sachen, die im Boden oder unter Wasser verborgen waren oder sind und die Auskunft geben über tierisches oder pflanzliches Leben (paläontologische Denkmale) oder die Zeugnisse, Überreste oder Spuren der menschlichen Kultur (archäologische Denkmale) darstellen, sind Bodendenkmale.

## Geschichtlicher Hintergrund
Drei Gleichen ist eine kreisangehörige Gemeinde im thüringischen Landkreis Gotha. Sie liegt zwischen den Städten Erfurt, Gotha und Arnstadt und ist nach dem Burgenensemble der Drei Gleichen benannt.

### Geschichte
Der urkundlich nachweisbar älteste Ort der Gemeinde ist Mühlberg mit einem Ersterwähnungsjahr 704.
Die erste Gemeinde Drei Gleichen entstand zum 1. Januar 2009 aus dem Zusammenschluss der bis dahin selbständigen Gemeinden Grabsleben, Mühlberg, Seebergen und Wandersleben, die alle der Verwaltungsgemeinschaft Drei Gleichen angehörten. Zu Grabsleben gehörten bis zum Zusammenschluss noch die Ortsteile Großrettbach und Cobstädt, die nun der Gemeinde Drei Gleichen angehören, wodurch diese Verwaltungsgemeinschaft aufgelöst wurde. Am 6. Juli 2018 fusionierten die Gemeinden Günthersleben-Wechmar und Drei Gleichen zur Landgemeinde Drei Gleichen, der zweiten Gemeinde dieses Namens.
Sitz der Gemeinde ist Wandersleben. Einige Ämter sind jedoch auch in Mühlberg ansässig.
Anmerkung: Im Zuge der Neubildung der Gemeinde durch Zusammenlegung der 6 o.a. Dörfer wurden einige Straßen umbenannt. Diese sind hier mit ihrem aktuellen Namen aufgeführt. Es betrifft die Straßen:
- Kirchplatz in Cobstädt: jetzt Schulplatz
- Karl-Marx-Straße in Seebergen: jetzt Hauptstraße
- Hauptstraße in Wandersleben: jetzt Menantesstraße (ab Ortsmitte bis östliches Ortsende) und Schulstraße (ab Ortsmitte nach Westen bis Abzweig Alte Schäferei), ab dort Wechmarer Straße
- Neue Gasse in Wandersleben: jetzt Kirchstraße

## Denkmalensembles

### Bauliche Gesamtanlagen
Folgende Denkmalensembles sind als „Kennzeichnendes Straßen-, Platz- und Ortsbild“ nach § 2 Abs. (2) Nr. 2 und Abs. (4) ThürDSchG aufgeführt:

| Bild                           | Bezeichnung                                                                 | Lage                | Datierung | Beschreibung | ID |
| ------------------------------ | --------------------------------------------------------------------------- | ------------------- | --------- | --- | -- |
| weitere Bilder Fotos hochladen | Mühlburg einschließlich Radegundiskapelle („Siehe Archäologische Denkmale“) | (Karte)             |           | |    |
| weitere Bilder Fotos hochladen | Gut Ringhofen                                                               | Ringhofen 1 (Karte) |           | Der am Ortsrand in Richtung Wechmar liegende Hof gehört zu den ältesten erwähnten Einzelhöfen Thüringens. Seine Erbauungszeit liegt im 10. Jahrhundert als Vorwerk der Burg Gleichen. 1816 schenkte der preußische König dem in den Befreiungskriegen hochverdienten Offizier Karl von Müffling das Gut. Hier und in Erfurt verbrachte er seine letzten vier Lebensjahre.[3] Heute befindet sich auf dem Gut ein Reiterhof sowie ein Golfresort mit Restaurant und Hotel. |    |

## Einzeldenkmale § 2 Abs. (1) Nr. ThürDSchG

### Sakralbauten
| Bild                           | Bezeichnung                                                          | Lage                                   | Datierung | Beschreibung | ID |
| ------------------------------ | -------------------------------------------------------------------- | -------------------------------------- | --------- | --- | -- |
| weitere Bilder Fotos hochladen | Kirche (ohne Namen) und Ausstattung                                  | Cobstädt, Schulplatz 9 (Karte)         |           | Die Kirche entstand aus einer Kapelle, die nach der Reformation erweitert und zu einer Kirche umgewandelt wurde. Der Turm trägt an seiner Ostseite die Jahreszahl 1581. Zur Inneneinrichtung zählt die Orgel, ein achteckiges, pokalförmiges, hölzernes Taufbecken aus der Renaissance, eine Renaissance-Kanzel mit einem 1850 erneuerten Schalldeckel, ein Luther-Gemälde, ein alter Opferstock und ein schönes Kirchenfenster. |    |
| weitere Bilder Fotos hochladen | Kirche St. Maria Magdalena und Ausstattung                           | Grabsleben, Schulgasse 1 (Karte)       |           | Eine Vorgängerkirche wurde 1696 wegen Baufälligkeit abgerissen und die neue gebaut. Von den ehemals drei Glocken läutet heute noch die es-Glocke, während die anderen 1940 für Rüstungszwecke abgegeben werden mussten. Die Orgel des Orgelbauers Johann Christoph Thielemann wurde 1738 installiert. 1749 erhielt der Turm eine neue Schlaguhr. Das Innere der Kirche besticht durch schöne Malereien an der Kanzel und den Brüstungsfeldern der Emporengalerie. Der Blick nach oben wird begrenzt durch ein mächtiges Holztonnengewölbe mit aufgemalten Engeln und biblischen Szenen aus dem Anfang des 20. Jahrhunderts. Die Emporenmalerei stammt aus der Entstehungszeit des Kirchenschiffes, dem Beginn des 18. Jahrhunderts und zeigt deutlich dorf- und bauernhaft verwachsenen Malstil. Eine besondere Kostbarkeit ist der in der Kirche aufbewahrte Dreiflügelaltar. |    |
| weitere Bilder Fotos hochladen | Kirche St. Gotthard und Ausstattung                                  | Großrettbach, Pfarrgasse (Karte)       |           | Die heutige Kirche ist der Nachfolgebau einer im Jahre 1821 abgerissenen Kirche. Bereits am 4. November des gleichen Jahres wurde das neue Gotteshaus eingeweiht. |    |
| weitere Bilder Fotos hochladen | Kirche St. Petri                                                     | Günthersleben, Kirchstraße (Karte)     |           | Vermutlich bereits im 10. Jahrhundert stand an dieser Stelle eine romanische Kirche, die jedoch wegen Baufälligkeit zum großen Teil abgerissen wurde. Die heutige Kirche wurde 1694 auf den alten Grundmauern gebaut. Jüngst konnte bei Verfugungsarbeiten festgestellt werden, dass der Mittelteil des Kirchenschiffes aus romanischer Zeit stammt. |    |
| weitere Bilder Fotos hochladen | Kirche St. Lukas                                                     | Mühlberg, Goethestraße 4 (Karte)       |           | 726 wurde eine Kirche in Mühlberg erstmals erwähnt. 1200 ist ein kleiner romanischer Kirchbau nachzuweisen. Es handelt sich bei der heutigen Kirche um eine mittelalterliche Kirche, die um 1300 als Wehrkirche mit einem Kirchhof erbaut wurde und in Kriegszeiten den Menschen als Zufluchtsstätte diente. Beeindruckend sind die spätgotischen figürlichen Wandgemälde über dem Kanzelaltar. Sie entstanden etwa 1450 als Seccomalerei, wurden allerdings erst 1977 bei einer Renovierung wiederentdeckt. Zentrum der Malerei sind die Apostel Petrus und Paulus, die das Schweißtuch Christi in Händen halten. Die Kirche beinhaltet im unteren TUrmbereich die Radegundiskapelle. |    |
| weitere Bilder Fotos hochladen | Kirche St. Georg und Ausstattung, Wehrmauerreste und alte Grabsteine | Seebergen, Hauptstraße (Karte)         |           | Die Kirche wurde von 1511 bis 1587 unter Verwendung des Seeberger Sandsteins errichtet. Am 11. Juni 1610 beschädigte ein Brand die Kirche schwer. Sie wurde schon ein Jahr später von Grund auf restauriert, mit Putz und neuen Wandmalereien versehen. Die neue Ausstattung erfolgte im Renaissance-Stil. Eine Wandinschrift und die Jahreszahl 1611 über dem Bogen der Turmtür im Inneren der Kirche bekunden dies. |    |
| weitere Bilder Fotos hochladen | Kirche St. Petri und Ausstattung                                     | Wandersleben, Menantesstraße 3 (Karte) |           | Die Kirche St. Petri war ursprünglich romanisch, was vermauerte romanische Fenster und eine aus der gleichen Zeit stammende Türöffnung belegen. 1143 wurde die Kirche erstmals urkundlich erwähnt. Damals wird Wandersleben als kirchlicher Verwaltungssitz des Dekanats genannt, dem außerdem die Pfarreien Ermstedt, Kleinrettbach und Mühlberg angehörten. 1527 wurde der Ort im Zuge der Reformation durch die Grafen von Gleichen evangelisch. Auf den romanischen Grundmauern steht die heutige Kirche. Der vermutlich im 15. Jahrhundert errichtete Turm brannte 1655 aus und bekam 1671 im oberen Bereich sein heutiges Aussehen. Er war einsturzgefährdet, bevor er 1997 saniert wurde. Ebenso wurden Dach, Fassade und Orgel saniert, nicht zuletzt dank des Einsatzes des Kirchbauvereins.                                                                          |    |
| weitere Bilder Fotos hochladen | Kirche St. Viti                                                      | Wechmar, Kirchplatz 11 (Karte)         |           | 1843 errichteten die Wechmarer auf den Grundmauern der Vorgängerkirche mit der St.-Viti-Kirche eine der größten Dorfkirchen Thüringens. |    |

### Profanbauten (nach Straßen)

#### Cobstädt
| Bild            | Bezeichnung   | Lage                   | Datierung | Beschreibung | ID |
| --------------- | ------------- | ---------------------- | --------- | --- | -- |
| Fotos hochladen | Waidmühlstein | Schenkstraße 1 (Karte) |           | Der Mühlstein liegt auf der Erde vor dem Eingang der ehem. Gaststätte „Zur Linde“. Eine Linde wächst aus seiner Mitte. |    |
| Fotos hochladen | Pfarrgehöft   | Schulplatz 8 (Karte)   |           | Oberes Bild: Südseite, unteres Bild Nordseite am Friedhof                                                              |    |
| Fotos hochladen | Gehöft        | Schulplatz 11 (Karte)  |           | |    |
| Fotos hochladen | Bauernhaus    | Schulplatz 12 (Karte)  |           | |    |

#### Grabsleben
| Bild            | Bezeichnung               | Lage                    | Datierung | Beschreibung                                                | ID |
| --------------- | ------------------------- | ----------------------- | --------- | ----------------------------------------------------------- | -- |
| Fotos hochladen | Scheune mit Laubengang    | Große Gasse 26 (Karte)  |           |                                                             |    |
| Fotos hochladen | Haus                      | Kleine Gasse 72 (Karte) |           |                                                             |    |
| Fotos hochladen | Haus                      | Kleine Gasse 73 (Karte) |           |                                                             |    |
| Fotos hochladen | Haus                      | Kleine Gasse 81 (Karte) |           | Das Gebäude wurde etwa 2006 wegen Baufälligkeit abgerissen. |    |
| Fotos hochladen | Wohnhaus und Stallgebäude | Vor dem Steg 18 (Karte) |           |                                                             |    |

#### Günthersleben
| Bild            | Bezeichnung                                                                                        | Lage                                                     | Datierung | Beschreibung                                        | ID |
| --------------- | -------------------------------------------------------------------------------------------------- | -------------------------------------------------------- | --------- | --------------------------------------------------- | -- |
| Fotos hochladen | Fachwerkhaus                                                                                       | Backhausstraße 10 (Karte)                                |           |                                                     |    |
| Fotos hochladen | Brücke und ehemalige Wasserburg                                                                    | An der Wasserburg 1 (ehemalige Gothaer Straße 1) (Karte) |           |                                                     |    |
| Fotos hochladen | Pfarrhaus mit Einfriedung                                                                          | Kirchstraße 4, (Karte)                                   |           | Die Einfriedung wurde im Jahre 2015/16 restauriert. |    |
| Fotos hochladen | alte Schule                                                                                        | Mittelstraße 10 (ehemalige Nr. 21) (Karte)               |           |                                                     |    |
| Fotos hochladen | Archäologisches Denkmal: Hügelgräberfeld in der Flur Siebenhög (jetzt Siedlungsareal Siebengehege) | Im Siebengehege, (Karte)                                 |           |                                                     |    |
| Fotos hochladen | Archäologisches Denkmal: Wasserschloss                                                             | unbenannt (Karte)                                        |           |                                                     |    |

#### Mühlberg
| Bild            | Bezeichnung                                        | Lage                                                                | Datierung | Beschreibung | ID |
| --------------- | -------------------------------------------------- | ------------------------------------------------------------------- | --------- | --- | -- |
| Fotos hochladen | Wohnhaus, Scheune                                  | Am Spring 5 (Karte)                                                 |           | |    |
| Fotos hochladen | Wohnhäuser                                         | Am Spring 22 und 20 (Karte)                                         |           | |    |
| Fotos hochladen | Reste der Dorfbefestigung                          | Am Untertor/Grundstücksmauer von Wanderslebener Straße 8 (Karte)    |           | |    |
| Fotos hochladen | Gölitzenmühle (Mühlgebäude)                        | Clara-Zetkin-Straße 9 (Karte)                                       |           | Mühlberg hatte sieben Mühlen, die durch den hauptsächlich vom Spring gespeisten Weidbach betrieben wurden. Die Gölitzenmühle ist eine Wassermühle am Spring, unmittelbar nach der bekannten Karstquelle, mit 2 oberschlächtigen Wasserrädern, 1528 erstmals erwähnt, Technik: 2 Schrot-, 1 Mahlgang, 1 Walzenstuhl und Quetsche, Technik nicht funktionsfähig, die Mühlenräder wurden 1993 erneuert. |    |
| Fotos hochladen | Schützenadler                                      | Ernst-Thälmann-Straße 1, Flurstück: 10-120/2 (Karte)                |           | Der Schützenadler ist etwa 2 m hoch und 1,5 m breit und setzt sich zusammen aus 2 Köpfen, 2 Hälsen, 2 Flügeln und Rumpf mit Schwanz. In den Krallen hält er Zepter und Reichsapfel, in den beiden Schnäbeln je 1 Ring. Über den Köpfen ist eine Krone mit einem Kranz. Der Adler wurde um 1900 vom damaligen Besitzer des Anwesens, Oskar Nußbicker, angebracht. Im Jahre 1477 wurde die erste Schützenkompanie in Mühlberg erwähnt. |    |
| Fotos hochladen | Wohnhaus, Toreinfahrt                              | Ernst-Thälmann-Straße 7, Flurstück: 21-111 (Karte)                  |           | |    |
| BW              | Wohnhaus                                           | Ernst-Thälmann-Straße 17, Flurstück: 21-113/1 (Karte)               |           | |    |
| Fotos hochladen | Hofanlage                                          | Ernst-Thälmann-Straße 25, Flurstück: 21-123/3 (Karte)               |           | |    |
| BW              | Wohnhaus und Stallgebäude                          | Ernst-Thälmann-Straße 31, Flurstück: 21-113/1 (Karte)               |           | |    |
| Fotos hochladen | Wohnhaus                                           | Ernst-Thälmann-Straße 32, Flurstück: 21-221/72 (Karte)              |           | |    |
| BW              | Hofanlage                                          | Ernst-Thälmann-Straße 33, Flurstück: 21-128/1 (Karte)               |           | |    |
| BW              | Reste der Dorfbefestigung                          | Geschwister-Scholl-Straße 1 (Karte)                                 |           | Nach Auskunft der Hausbesitzerin, Judith Kohla, gibt es die besagten Mauerreste seit einem Großbrand in den 1970er Jahren nicht mehr, auch nicht auf dem Grundstück Nr. 3 |    |
| Fotos hochladen | Hofanlage                                          | Geschwister-Scholl-Straße 2, Flurstück: 20-109/2 (Karte)            |           | |    |
| BW              | Reste der Dorfbefestigung                          | Geschwister-Scholl-Straße 3, (Karte)                                |           | Siehe Beschreibung zum Haus Nr. 3 |    |
| Fotos hochladen | Hofanlage                                          | Geschwister-Scholl-Straße 12, Flurstück: 20-150/1 (Karte)           |           | |    |
| Fotos hochladen | Reste der Dorfbefestigung                          | Geschwister-Scholl-Straße 16 (Karte)                                |           | Reste der Dorfbefestigung links (nicht mehr erkennbar) Früheres Eingangstor zum Hellbachs Hof |    |
| Fotos hochladen | Hellbachs-Hof                                      | Geschwister-Scholl-Straße 20, Flurstück: 20-153/1, 20-153-2 (Karte) |           | Das Areal des Hellbachs-Hofs umfasst mehrere Gebäude zwischen Geschwister-Scholl-Straße, Thomas-Müntzer-Straße und dem Burgbach-Graben. Einzelne Gebäude befinden sich im Wiederaufbau. Die Familie von Hellbach war ein Thüringer Adelsgeschlecht, das im 12. Jahrhundert „wegen erwiesener Tapferkeit“ von Lothar von Sachsen zum Adel geschlagen wurde und zeitweilig die Mühlburg als Lehen hatte. Hellbachs Hof ist ihr ehemaliges Rittergut. Am nördlichen Ende des Anwesens, wo die Thomas-Müntzer-Straße zur Kulturscheune abzweigt, stand bis zum 18. Jahrhundert das Untertor (auch „Niedertor“), das neben dem Obertor in der Goethestraße der einzige Zugang zum Ort und Bestandteil der ehemaligen Dorfbefestigungsanlage war. |    |
| Fotos hochladen | Reste der Dorfbefestigung                          | Goethestraße/Obertor, Flurstück: 20-34/2-3 (Karte)                  |           | An dieser Stelle befand sich von der ehemaligen Dorfbefestigungsanlage das Obertor, von dem heute nur noch diese Mauerreste erhalten sind. Das Tor war ursprünglich 7 m breit und hatte eine Wandstärke von etwa 1,6 m. Im Jahre 1248 wurde es erstmals als Obertor erwähnt. Das Tor wurde im 18. Jahrhundert als Haftlokal genutzt und im Jahre 1830 abgerissen. |    |
| Fotos hochladen | Hofanlage und Taubenhaus                           | Goethestraße 1, Flurstück: 21-88/3 (Karte)                          |           | |    |
| Fotos hochladen | Pfarrhof                                           | Goethestraße 2, Flurstück: 21-94/1 (Karte)                          |           | |    |
| Fotos hochladen | Gehöft                                             | Goethestraße 3, Flurstück: 21-87/1 (Karte)                          |           | „Witternscher Hof“ (auch „Beckisches Gut“ oder „Gudenisches Gut“): Eine Familie Witterda wird 1555 erstmals in einem Lehensbrief genannt. 1619 änderte die Mühlberger Linie ihren Namen in von Wittern. 1755 wird als Besitzer Johann Heinrich Beck genannt; der Grabstein der Familie ist heute noch auf dem Mühlberger Friedhof zu sehen. 1953 bis nach 1990 wurde das Gut durch die LPG und wird heute als Bauernhof in privater Hand genutzt. |    |
| Fotos hochladen | Wohnhaus mit Scheune, Nebengebäude und Einfriedung | Goethestraße 4, Flurstück: 21-95/7 (Karte)                          |           | Oberes Bild: Straßenseite Unteres Bild: Hofseite |    |
| Fotos hochladen | Torhaus einschließlich Pflasterung                 | Goethestraße 4, Flurstück: 21-95/6 (Karte)                          |           | |    |
| Fotos hochladen | Friedhof mit Trauerhalle und Einfriedung           | Goethestraße, Flurstück: 21-150, 95/4-5 (Karte)                     |           | |    |
| Fotos hochladen | Gesamtanlage Steigmühle mit Graben                 | Haarhäuser Straße 2, Flurstück: 20-207/4, 207/5, 303/1 (Karte)      |           | Die älteste und größte Mühle des Ortes ist die Steigmühle (auch „Stickmüllen“ oder „Stickmolen“). Sie wurde erstmals 1249 erwähnt, dadurch vermutlich die älteste Mühle des Ortes. Sie wurde bis 1970 betrieben. Sie wechselte 28 Mal den Besitzer. Das oberschlächtige Mühlrad hat einen Durchmesser von fünf Metern. Gustav Freytag erwähnt die Mühle in seinem Roman Das Nest der Zaunkönige. |    |
| Fotos hochladen | Öl- und Graupenmühle mit Graben                    | Haarhäuser Straße 23, Flurstück: 20-204/2, 305/1 (Karte)            |           | Erste Erwähnung der Mühle war 1528 in einem Erbzinsbuch. Auch sie wurde mit dem Wasser der Springquelle betrieben, das sich damals noch nicht am „Viadukt“ mit dem Wasser des Burgbachs vereinigte. 1728 fiel die Mühle einem Großbrand zum Opfer. Die Mühle besitzt ein Stampf- und Presswerk aus dem 18. Jahrhundert und ist die einzige funktionstüchtige Mühle ihrer Art in Thüringen. Ab 1990 wurde sie vom damaligen Besitzer zu einem Museum ausgebaut. |    |
| BW              | Dorfbefestigung                                    | Johann-Sebastian-Bach-Straße 12–18, Flurstück: 20-362/40 (Karte)    |           | Die Reste der Dorfbefestigung auf den Grundstücken 12 und 14 bestehen seit 1973 nicht mehr. |    |
| Fotos hochladen | Reste der Dorfbefestigung                          | Karl-Liebknecht-Straße 2, Flurstück: 20-92/1 (Karte)                |           | Anm.: Es ist derzeit (August 2016) nicht sichergestellt, dass es sich bei dem Haussockel tatsächlich um die Reste der einstigen Dorfbefestigung handelt. |    |
| Fotos hochladen | Wohnhaus                                           | Karl-Liebknecht-Straße 9, Flurstück: 20-84< (Karte)                 |           | |    |
| Fotos hochladen | Wohnhaus und Nebengebäude                          | Karl-Marx-Straße 16, Flurstück: 20-123/1 (Karte)                    |           | |    |
| Fotos hochladen | Gesamtanlage mit Marktmühle                        | Markt 2, Flurstück: 20-63 (Karte)                                   |           | Die Marktmühle wurde erstmals 1546 erwähnt. Sie wurde mit dem Wasser der Springquelle betrieben. Bis 1922 war sie eine Getreidemühle, bis 1928 in Betrieb und wurde 1930 zum Wohnhaus umgebaut. |    |
| Fotos hochladen | Kellereingang des Gasthauses „Zum weißen Roß“      | Markt 3, Flurstück: 20-95 (Karte)                                   |           | Die rundbogige Sandsteinpforte mit Schlussstein führt zu einem tonnengewölbten Keller aus Kalktuffstein. Der Keller stammt wohl aus dem 17. Jahrhundert. Der Keller birgt einen 5 m tiefen Hausbrunnen. Der Kellerzugang befindet sich im Hausflur. Die metallbeschlagene Tür zeigt in den Bogenfeldern die Initialen der ehemaligen Hausbesitzer. Die Türbänder sind in Form von Bockshörnern ausgebildet. In den Sandsteinrundbögen wurden seit 1618 die Namen der Vorbesitzer eingemeißelt. Heute wie ehedem wird der Keller als kühler Bierkeller genutzt. |    |
| Fotos hochladen | Hofanlage                                          | Markt 8 (Karte)                                                     |           | |    |
| Fotos hochladen | Hofanlage, Sonnenuhr                               | Markt 14 (Karte)                                                    |           | |    |
| Fotos hochladen | Rathaus                                            | Markt 15 (Karte)                                                    |           | 1525 erstmals erwähnt, war 1894 das Opfer eines Brandes und wurde zwei Jahre später wieder neu errichtet. 1992/93 wurde es komplett saniert und modernisiert. Heute beherbergt es eine Gaststätte, Privatwohnungen und Vereinsräume. |    |
| Fotos hochladen | Waidmühlstein mit Brunnen                          | Markt 15, Flurstück: 20-310 (Karte)                                 |           | Der Waidmühlstein stammt vermutlich von einer Waidmühle, die in der Nähe des Spring, auf dem so genannten Gänsewaid, stand. Der aus einem Stück Sandstein gehauene Mühlstein hat einen Durchmesser von 1,85 m und eine Dicke von 37 cm und eine gezähnte Lauffläche. Der Mühlstein ist ein Zeugnis für die Waidmüllerei, die in Mühlberg wie auch in anderen Orten Thüringens vom 13. bis 16. Jahrhunderts besonders große Bedeutung hatte. |    |
| Fotos hochladen | Wohnhaus                                           | Markt 17 (Karte)                                                    |           | |    |
| Fotos hochladen | Wohnhaus                                           | Markt 19 (Karte)                                                    |           | |    |
| Fotos hochladen | Wohnhaus                                           | Markt 23 (Karte)                                                    |           | |    |
| Fotos hochladen | Vorwerk                                            | Thomas-Müntzer-Str. 4 (Karte)                                       |           | Das Vorwerk ist der ehemalige Wirtschaftshof der Mühlburg. Erstmalige Erwähnung erfolgte 1278 als zur Mühlburg gehöriger Wirtschaftshof. Das zugehörige Land wurde von den Bauern im Frondienst bewirtschaftet. Zum Vorwerk gehörten einst das Hofgut mit Wohnhaus, Scheune, Stallungen, Nebengelass und ein Brunnen. Im Jahre 1736 erfolgte eine teilweise Neubebauung. Die Burg war inzwischen stark verfallen. Im 19. und 20. Jahrhundert wurde das Vorwerk als Schafstall und Erntescheune benutzt. 1801 ging es in Erbpacht an die Gemeinde Mühlberg, die später auch ihr Besitzer wurde. Mit Fördermitteln von Staat, Land und Gemeinde erfolgt seit 1990 eine komplexe, schrittweise Erneuerung des Vorwerks mit Jugend- und Seniorenclub, Wohnhaus, Bauhof, Turnhalle und Kunst- und Kulturscheune (Einweihung 1999) einschließlich der Freiflächen. |    |
| Fotos hochladen | Wohnhaus, Pforte, Einfriedung                      | Wanderslebener Straße 1 (Karte)                                     |           | |    |
| Fotos hochladen | Wohnhaus, Pforte, Torhaus                          | Wanderslebener Straße 3, (Karte)                                    |           | Im Detail: Inschriftstein mit der Jahreszahl 1581 und dem Erfurter Rad in einem Wappenschild |    |
| Fotos hochladen | Steinkreuz III.                                    | Am Burgbach (Karte)                                                 |           | Am Ortsausgang in Richtung Röhrensee wurde am 8. September 2013, dem Tag des Offenen Denkmals 2013, die Nachbildung eines Steinkreuzes feierlich errichtet, das an einen tragischen Unglücksfall am 8. Juni 1842 erinnert, bei dem die 32-jährige Müllerin Friederike Thiel (geb. Steubert, Tochter des Steigmüllers) und ihre 10-jährige Tochter Albertine vom Blitz erschlagen wurden. Das ursprüngliche Steinkreuz (etwa um 1450), 1957 zum geschützten Bodendenkmal erklärt, verschwand im Jahre 1982 spurlos und konnte trotz aller Bemühungen bislang nicht wiedergefunden werden. Die Nachbildung wurde aufgrund von alten Fotografien auf Initiative eines Mühlberger Kulturvereins in einem Wechmarer Steinmetzbetrieb angefertigt. Ursprünglich beschrieb der Mühlberger Lehrer Karl Heepe (1861–1951) das Steinkreuz 1916 in der Zeitschrift des Thüringerwald-Vereins und machte es somit weithin bekannt. 1964 wurde das Kreuz letztmals unversehrt fotografiert. 1971 war es stark beschädigt und abgebrochen. |    |

#### Seebergen
| Bild            | Bezeichnung                                   | Lage                                      | Datierung | Beschreibung | ID |
| --------------- | --------------------------------------------- | ----------------------------------------- | --------- | --- | -- |
| Fotos hochladen | Inschriftstein                                | Hauptstraße 15/Ecke Alleestraße (Karte)   |           | |    |
| BW              | Inschriftstein                                | Hauptstraße 133 (Karte)                   |           | Inschriftstein ist nicht vorhanden (August 2016) |    |
| Fotos hochladen | Teile der Wehrmauer und rundbogiger Durchgang | Hauptstraße 164, (Karte)                  |           | Die alte Einfriedungsmauer gehörte vermutlich zu einem ehemaligen Klosterhof. Sie wurde aus Seeberger Sandstein errichtet und weist einen alten, heute verschlossenen Rundbogeneingang auf. Im Umfeld dieses Klosterhofes, im Abschnitt zwischen Markt und dem „Unteren Tor“ (ehemalige Einmündung der Hauptstraße in die Wechmarer/Wanderslebener Straße) standen einst mehrere Klosterhöfe, die im Besitz der Klöster Georgenthal, Bad Hersfeld und Stadtilm waren. Das „Untere Tor“ mit einer Durchfahrtsbreite von nur 1 Fuhrwerk besteht heute nicht mehr. |    |
| Fotos hochladen | Gemeindeschänke mit Inschriften               | Hauptstraße 165 (Karte)                   |           | Inschriften sind nicht vorhanden (August 2016) |    |
| Fotos hochladen | Wohnhaus                                      | Lohbankgasse 155 (Karte)                  |           | |    |
| Fotos hochladen | Hofanlage                                     | Röhrengasse 75 (Karte)                    |           | |    |
| Fotos hochladen | Bildstock                                     | Seebergen, Güntherslebener Straße (Karte) |           | Eine Wegweisersäule, die den Weg nach Günthersleben zeigt. |    |
| Fotos hochladen | Bildstock                                     | Seebergen, Wanderslebener Straße (Karte)  |           | Er gehört vermutlich zu einem einstmals 14 Stationen umfassenden Kreuzweg. (Flurname „Stichelsee“) |    |
| Fotos hochladen | Bildstock                                     | Cobstädter Flur (Karte)                   |           | Flurname „Steinfeld“, der Bildstock steht auf einsamer Flur infolge der Aufgabe des einst hier verlaufenden Feldweges. |    |

#### Wandersleben
| Bild                           | Bezeichnung                                           | Lage | Datierung       | Beschreibung | ID |
| ------------------------------ | ----------------------------------------------------- | --- | --------------- | --- | -- |
| Fotos hochladen                | Wohnhaus, Toreinfahrt, Einfriedung                    | August-Bebel-Straße 4 (Karte)                                                                                              |                 | |    |
| Fotos hochladen                | Wohnhaus                                              | August-Bebel-Straße 6 (Karte)                                                                                              |                 | |    |
| Fotos hochladen                | Haus, Scheune, Mauer                                  | Kirchstraße 1, (Karte) |                 | |    |
| Fotos hochladen                | Ehemaliges Amtshaus                                   | Menantesstraße 1 (Karte)                                                                                                   |                 | Beherbergt heute die Gemeindebibliothek |    |
| Fotos hochladen                | Mittelalterlicher Wohnturm                            | Wandersleben, Menantesstraße 4 (Karte)                                                                                     |                 | Der Wappenstein ist in der Mauer des Hauses eingelassen, in dessen Hof der Wohnturm steht. Der Wappenstein mit dem „gelöwten Leoparden“ der Grafen von Gleichen und der Jahreszahl 1597 stammt ursprünglich aus dem Henningshof. Als man 1985 das damalige Nebengebäude des Henningshofs abriss, wurde der Wappenstein dort aus der Grundmauer geborgen. Das „HG“ deutet auf den letzten Grafen Hans Ludwig von Gleichen († 1631) hin. |    |
| Fotos hochladen                | Haus und Torbogen, Stall- und Scheunengebäude         | Menantesstraße 5 und 6 (Karte)                                                                                             |                 | |    |
| Fotos hochladen                | Wohnhaus                                              | Menantesstraße 13 (Karte)                                                                                                  |                 | „Hunoldhaus“: Steinerne Tafel mit der Jahreszahl 1541, die obere Schrift („VDMIE“) bedeutet Verbum Do Manet In Aeternum („Das Wort Gottes besteht in Ewigkeit“). Darunter IHS, das Christusmonogramm. Die Zeichen „H.H.1711“ über dem Fenster stehen für „Hieronymus Hunold“, den Amtsvogt und Mühlenbesitzer, der wohl im Jahre 1711 hier eingezogen ist. Er war vielleicht ein Verwandter von Menantes, dessen Vater Tobias Hunold ebenfalls Mühlenbesitzer und Hochgräflich Hatzfeldischer Amtmann war. Der Fenstersturz mit der Jahreszahl 1605 trägt die bislang nicht gedeuteten Initialen „CK“. Der Wappenstein stammt ursprünglich aus dem Henningshof. Als man 1985 das damalige Nebengebäude des Henningshofs abriss, wurde der Wappenstein dort aus der Grundmauer geborgen.      |    |
| Fotos hochladen                | Wohnhaus                                              | Menantesstraße 14 (Karte)                                                                                                  |                 | |    |
| Fotos hochladen                | Pfarrhaus, Sitz der Menantes-Gedenkstätte             | Menantesstraße 31 (Karte)                                                                                                  |                 | |    |
| weitere Bilder Fotos hochladen | Rathaus                                               | Schulstraße 1 (Karte) |                 | |    |
| Fotos hochladen                | Schulgebäude mit Grenzstein im Hof                    | Schulstraße 6 (Karte) |                 | Der Grenzstein trägt die Jahreszahl 1754 und das Erfurter Rad. |    |
| Fotos hochladen                | Sachteil Ladenzone                                    | Schulstraße 16 (Karte) |                 | |    |
| Fotos hochladen                | Haus mit Toreinfahrt, Einfriedung und Nebengebäude    | Schulstraße 19 (Karte) |                 | „Henningshof“ |    |
| weitere Bilder Fotos hochladen | Burgruine Gleichen einschließlich Vorwerk Freudenthal | Wandersleben, Burg Gleichen (Karte)                                                                                        | 11. Jahrhundert | |    |
| BW                             |                                                       | Wandersleben, zwischen den Gebäuden Wechmarer Straße 28 und Lindenstraße 8: Teile der alten Dorfbefestigungsmauer, (Karte) |                 | |    |
| Fotos hochladen                | Steinkreuz I.                                         | Wandersleben (Karte) |                 | Das ursprüngliche Kreuz wurde 1931 durch den Wanderslebener Domänenpächter Loth in den Mondgarten am Burgberg, etwa 700 m südlich, versetzt. Von dort wurde es 1991 gestohlen. Man hat dort 1993 eine Nachbildung des Kreuzes aufgestellt. Das jetzige (abgebildete) Kreuz aus der Mitte des 15. Jahrhunderts wurde im März 1998 bei Ausschachtungsarbeiten an der alten Furt durch die Apfelstädt in Wandersleben gefunden. Da am heutigen Standplatz des Kreuzes schon früher ein Steinkreuz gestanden hatte, stellte man das gefundene Kreuz am 21. Mai 1998 hier auf. Es hat die Maße 90 cm (oberirdische) Höhe, 60 cm Breite über beide Arme und 30 cm Dicke. |    |
| Fotos hochladen                | Steinkreuz II.                                        | Wandersleben (Karte) |                 | Das zweite Steinkreuz aus dem späten 15. Jahrhundert heißt im Volksmund „Bischofskreuz“ oder „Mordkreuz“, weil es der Sage nach an die Ermordung des Bischofs von Lausanne, Burkhard von Oltigen, bei der Belagerung der Burg Gleichen im Jahre 1089 erinnern soll. Auch von einem getöteten Handwerksburschen ist die Rede, daher wohl der Name „Mordkreuz“. Auf zahlreichen Karten und Ansichten von Burg Gleichen ist das Kreuz als markanter Punkt abgebildet. Im 19. Jahrhundert wurde es mit Wegweiser-Inschriften versehen, wodurch alte Inschriften unkenntlich wurden. Heute kann man die etwas zerstörte Schrift noch entziffern: „Weg nach Wandersleben“. Im September 2009 wurde es nach einer Renovierung im Auftrag der Gemeinde Drei Gleichen wieder unverändert aufgestellt. |    |

### Archäologische und Bodendenkmale

#### Mühlberg
| Bild            | Bezeichnung         | Lage                       | Datierung | Beschreibung | ID |
| --------------- | ------------------- | -------------------------- | --------- | --- | -- |
| BW              | Michaeliskapelle    | Mühlberg (Karte)           |           | |    |
| Fotos hochladen | Radegundiskapelle   | Mühlburg, Mühlberg (Karte) |           | 1333 erster Nachweis einer Kapelle auf der Mühlburg. Aus Unwissenheit wurden die Gebäudereste bis auf die Grundmauern 1945 abgerissen. |    |
| BW              | Wälle, Schlossleite | Mühlberg (Karte)           |           | |    |

#### Wandersleben
| Bild                                    | Bezeichnung | Lage         | Datierung | Beschreibung | ID |
| --------------------------------------- | ----------- | ------------ | --------- | ------------ | -- |
| Direkt Bild zu diesem Denkmal hochladen | Grabhügel   | Wandersleben |           |              |    |
| Direkt Bild zu diesem Denkmal hochladen | Wegesperre  | Wandersleben |           |              |    |

#### Wechmar
| Bild                                    | Bezeichnung | Lage | Datierung | Beschreibung | ID |
| --------------------------------------- | --- | --- | --------- | --- | -- |
| Fotos hochladen                         | Haus | Auguststraße 5 (Karte) |           | |    |
| Fotos hochladen                         | Bach-Haus | Bachstraße 4 (Karte) |           | Das alte Oberbackhaus im historischen Ortskern von Wechmar ist die weltälteste originale Wohn- und Wirkungsstätte der Familie Bach. Hier lebten von 1590 bis 1626 Veit und sein Sohn Hans Bach, ein Spielmann. Beide betrieben das Bäckerhandwerk und waren nebenbei Musikanten. |    |
| Fotos hochladen                         | Pfarrhaus | Pfarrgarten 1 (ehemalige Bergstraße 1) (Karte) |           | Das ehemaliges Pfarrhaus ist heute ein Mehrfamilienwohnhaus. |    |
| Fotos hochladen                         | Domäne | Goethestraße 2 (Karte) |           | Das Herrenhaus der ehemaligen Domäne in Wechmar wurde 2009 restauriert und ist heute ein Mehrfamilienhaus. |    |
| weitere Bilder Fotos hochladen          | Studnitz-Haus | Hohenkirchenstraße 13 (Karte) |           | Der Gothaer Hofmarschall Hans Adam von Studnitz baute dieses Gebäude direkt neben der Wechmarer St.-Viti-Kirche als seine Sommerresidenz. Ursprünglich bestand das Anwesen aus drei Hausteilen und zwei Seitenflügeln, von denen 1997 allerdings nur noch der Mittelbau und der Westflügel standen. |    |
| Fotos hochladen                         | Alte Schule | Kirchplatz 2 und 4 (Karte) |           | Das Gebäude wurde 1738 als „Knaben- und Mägdelein-Schule“ errichtet. Somit ist es einer der ältesten Doppelschulbauten Mitteldeutschlands. Von 1773 bis 1818 war Ernst Christian Bach (1747–1822) hier Kantor und Knabenschullehrer. Gemeinsam mit seinem Bruder Ernst Carl Gottfried Bach (1738–1801) – beide waren Neffen 2. Grades von Johann Sebastian Bach – begründete er ab 1767 die Wiederkehr der Bachfamilie nach Wechmar. Das Schulhaus enthielt vier Schulsäle und vier Wohnungen. Es wurden zeitweise über 150 Schüler unterrichtet. Bedeutendster Pädagoge war Rektor Bernhardt Mohrhardt, der von 1850 bis 1922, also über 50 Jahre, seinen Schuldienst versah. 1995 wurde der Unterricht eingestellt.                |    |
| Fotos hochladen                         | Gesamtanlage „Gut Weidensee“                                                                                                | Kirchplatz 6 (Karte) |           | Der 4-Seiten-Hof westlich der Kirche befindet sich seit über 100 Jahren im Familienbesitz. Er konnte in seinem ursprünglichen Ambiente erhalten bleiben. Der Zugang erfolgt durch ein Tor der Hohenkirchener Straße 35, dessen Gebäude lt. Geoproxy die Nummer 33 trägt, während dahinter erst die Nummer Kirchplatz 6 ausgewiesen ist. |    |
| Fotos hochladen                         | Hofanlage | Lange Straße 9 (Karte) |           | |    |
| Fotos hochladen                         | Wohnhaus | Lange Straße 21 (Karte) |           | |    |
| Fotos hochladen                         | Wohnhaus | Lange Straße 41 (Karte) |           | |    |
| Fotos hochladen                         | Haus | Markt 1 (Karte) |           | |    |
| Fotos hochladen                         | Haus | Markt 2 (Karte) |           | |    |
| Fotos hochladen                         | Obermühle | Mühlenstraße 1 (Karte) |           | Die „Veit-Bach-Mühle“ konnte 1,5 bis 2 t Getreide in 24 Stunden verarbeiten. Roggen und Weizen wurde vermahlen und zu Futterzwecken geschrotet. Anfangs durch ein Wasserrad angetrieben, erfolgte später bei Wassermangel der Antrieb mit Hilfe eines Dieselaggregates, letztlich eines Elektromotors. Der im 16. Jahrhundert erstmals erwähnte Mühlgraben wurde 1975 verfüllt. Nach Terminvereinbarung mit dem Bachhaus kann die Mühle besichtigt werden. |    |
| Fotos hochladen                         | ehemalige Niedermühle | Mühlenstraße 23 (Karte) |           | (noch zu prüfen) Das Anwesen ist ziemlich verfallen, das Mühlengebäude besteht nicht mehr, die Wirtschaftsgebäude werden derzeit (2016) als Wohnstätte benutzt. |    |
| Direkt Bild zu diesem Denkmal hochladen | Denkmalensemble „Ortskern“ kennzeichnender Ortsgrundriss                                                                    | Marktplatz |           | |    |
| Fotos hochladen                         | Das Haus Nr. 17 befindet sich schon an der südlichen Ecke zur Bergstraße. Das der Nr. 15 benachbarte Haus ist Kirchplatz 1. | Ernst-Thälmann-Straße 1-15 (Südseite) (Karte) |           | 1-190, 1-192, 1-193/2, 1-194 bis 1-199, 1-219 |    |
| Fotos hochladen                         | | Ernst-Thälmann-Straße 2-16 (Nordseite), Flurstück: 1-180 bis 1-183, 1-186 bis 1-189 (Karte) |           | Haus Nr. 2 ist das (ehemalige) Gasthaus zum goldenen Löwen. Im Jahre 1346, als Wechmar von den Grafen von Gleichen das Braurecht erhielt, wurde eine erste Gemeindeschenke errichtet, die jedoch 1765 abgerissen werden musste. Das neue Schankhaus wurde schon zwei Jahre später errichtet, erhielt 1784 den Namen „Gasthaus zum goldenen Löwen“ und verblieb in Gemeindebesitz bis 1868. Im Jahre 1882 wurde das Anwesen an Otto Korbs aus Martinroda verkauft, der es umbaute und bis 1914 das „Wechmarer Löwenbräu“ braute. Ein Tanzsaal befand sich bis 1920 im Obergeschoss. 1993 wurde das Gebäude restauriert. Im Sommer 1998 erfolgte die Wiedereröffnung als Gastwirtschaft mit Hotelbetrieb. (Derzeit, 2016, geschlossen) |    |
| BW                                      | | Kirchplatz 1-11 (Südseite), Flurstück: 1-191, 1-214, 1-215, 1-217, 1-224 (Karte) |           | |    |
| BW                                      | | Kirchplatz 2-6 (Nordseite), Flurstück: 1-218 bis 1-221, 1-222 (Karte) |           | |    |
| BW                                      | | Bergstraße 2-18 (Nordseite), Flurstück: 1-118/1, 1-119/1, 1-120/1, 1-121, 1-122, 1-122, 1-123/1, 1-124/3, 1-125/1, 1-126 (Karte)                                                                   |           | |    |
| BW                                      | (Adresse und, Flurstück nicht existent)                                                                                     | Bergstraße 1, Flurstück: 1-222 (Karte) |           | |    |
| Fotos hochladen                         | | Hohenkirchenstraße 1-33 (Südseite), Flurstück: 1-225, 1-231/1, 1-232/1, 1-234/1, 1-236/1, 1-239/2, 1-239/3, 1-243/1, 1-244/1, 1-248/1, 1-249/1, 1-249/2, 1-251/1, 1-251/2, 1-252 bis 1-256 (Karte) |           | |    |
| BW                                      | | Hohenkirchenstraße 2-14 (Nordseite), Flurstück: 1-191/2, 1-193/1, 1-204 bis 1-211, 1-213 (Karte)                                                                                                   |           | |    |
| BW                                      | | Bachstraße 2-6 (Südseite), Flurstück: 1-201, 1-202, 1-203, 1-257, 1-258, 1-261 (Karte) |           | |    |
| Fotos hochladen                         | Archäologisches Denkmal: Domäne                                                                                             | Goethestraße 2 (Karte) |           | Das Herrenhaus der ehemaligen Domäne in Wechmar wurde 2009 restauriert und ist heute ein Mehrfamilienhaus. |    |

## Nicht aufgeführte Objekte
Verschiedene Objekte sind nicht aufgeführt. Die Gründe können sein:
- die Grundstücksbesitzer haben beantragt, das Objekt aus der Liste zu streichen
- das Objekt besteht nicht mehr
- das Objekt stand nicht zur Eintragung in die Liste zur Debatte

### Einzeldenkmale

#### Mühlberg
| Bild            | Bezeichnung     | Lage                                                                | Datierung | Beschreibung | ID |
| --------------- | --------------- | ------------------------------------------------------------------- | --------- | --- | -- |
| Fotos hochladen | Inschrifttafel  | Am Untertor 11 (Karte)                                              |           | Inschrifttafel mit der Jahreszahl 1773, dem Erfurter Rad unter gekreuzten Schwertern und den Initialen des damaligen Hausbesitzers |    |
| Fotos hochladen | Der Spring      | Am Spring, (Karte)                                                  |           | Eigentlich ein Naturdenkmal: Stark sprudelnde Karstquelle, dessen Wasser in früheren Zeiten sieben Mühlen betrieb. Die Quelle, die etwa 7.000 Jahre alt ist, friert wegen ihrer konstanten 8 Grad nie zu. Der Spring ist bekannt für seine Farb- und Lichteffekte. |    |
| Fotos hochladen | Hofanlage       | Arnstädter Straße 4–6 (Karte)                                       |           | „Armstroff’scher Hof“: Als „freier Siedelhof bei der Kirchen“ wurde das Anwesen im Jahre 1530 erstmals urkundlich erwähnt. Zu dieser Zeit war Antonius von Notteleben (auch Notteleibin) Lehnsträger. Bastian Armstroff übernahm den Hof im Jahre 1577. 1725 gibt es bereits zwei „Armstroffische Freygüter“, deren letzte männliche Besitzer waren: August Armstroff (Haus Nr. 4) († 1942) und Karl Armstroff (Haus Nr. 6) († 1934). 1989 erfolgte im Zuge des Straßenneubaus der Abriss der Torfahrt und Nebengebäude. Das Anwesen ist noch heute im Familienbesitz. |    |
| Fotos hochladen | Brauhausbrunnen | Goethestraße/Obertor (Karte)                                        |           | Der Brauhausbrunnen wurde im Jahre 1741 erstmals erwähnt. Er war am ehemaligen Brauhaus ein öffentlicher Brunnen. Sein Fassungsvermögen beträgt 5.200 l Wasser, das aus dem natürlichen Zulauf vom Quellgebiet Gänseweide gespeist wird. Alljährlich reinigt und schmückt die Dorfjugend den Brunnen zum Pfingstfest nach alter Tradition. |    |
| Fotos hochladen | Hofanlage       | Goethestraße 15 (ehemalige Johann-Sebastian-Bach-Straße 6), (Karte) |           | „Vogel’scher Hof“: Im Jahre 1587 erwarb ein Hans von Berga das „Bergische Guth“ in der Johann-Sebastian-Bach-Straße 6. 1656 wurde Hans Heinrich John von Vogel als Besitzer benannt. Im Jahre 1826 übernahm die Kirche das Anwesen und errichtete ein Schulgebäude. Die Gemeinde errichtete 1913 ein zweites Schulgebäude, das bis zum Jahre 2000 als Schule genutzt wurde und dann in Privatbesitz überging. 1988 erfolgte der Umbau der älteren Schule für die Nutzung als Kinderhort der Gemeinde, der am 29. September 2006 den Namen „Waidspatzen“ erhielt.       |    |
| Fotos hochladen | Hofanlage       | Karl-Marx-Straße 26–28 (Karte)                                      |           | „Herrmann’scher Hof“: Die Hofanlage der beiden heutigen Grundstücke wurde erstmals im Jahre 1496 als „Spitznasisches Guth“ erwähnt. Um 1720 war der Arnstädter Stadt- und Landmajor Carl Heinrich von Spitznase der letzte Besitzer. In der St.-Lukas-Kirche zu Mühlberg steht der Grabstein der Frau Julia Elisabeth von Spitznas. Im Jahre 1800 erwarb die Familie Herrmann den Hof, 1861 erwarb ihn die Familie Walther. |    |

#### Seebergen
| Bild            | Bezeichnung                      | Lage                                                          | Datierung | Beschreibung | ID |
| --------------- | -------------------------------- | ------------------------------------------------------------- | --------- | --- | -- |
| BW              | Alte Schmiede                    | Hauptstraße 53 (Karte)                                        |           | Nach einem Autounfall, bei dem ein Fahrzeug in das Anwesen fuhr, war das Haus derart beschädigt, dass es einstürzte und abgetragen werden musste. Heute steht dort ein Neubau. |    |
| BW              | Pfarrhaus                        | Hauptstraße 134 (Karte)                                       |           | Das Gebäude im barocken Stil mit einem allseitig verlaufenden Mansarddach hat einen von den anderen Gehöften deutlich anderen Stil. Bis 1825 gehörte es dem vom Fürsten zu Schwarzburg-Rudolstadt eingesetzten Amtmann und erhielt auch seinen Namen als „Schuhmann’sches Amtshaus“. 1830, als Seebergen an Gotha übergeben wurde, gestaltete man das Gebäude als Pfarrhaus und Pfarrers Wohnung um. Bis heute ist es das Pfarrhaus der Kirche. |    |
| Fotos hochladen | Bildstock                        | Weinbergstraße oder Am Berg, Flurname „Heilige Lehne“ (Karte) |           | |    |
| Fotos hochladen | Zwei Steinkreuze in Malteserform | An den Steinkreuzen, Flurname „Kreuzerhügel“, (Karte)         |           | |    |

#### Wandersleben
| Bild            | Bezeichnung              | Lage                                                    | Datierung | Beschreibung | ID |
| --------------- | ------------------------ | ------------------------------------------------------- | --------- | --- | -- |
| Fotos hochladen | „Mahlmühle auf dem Plan“ | Rosenstraße 7 (Karte)                                   |           | Die Mahlmühle war Anfang des 18. Jahrhunderts im Besitz des Amtsvogts Hieronymus Hunold, der auch Besitzer der Hunold’schen Papiermühle war. Die Mühle ist total umgebaut. |    |
| Fotos hochladen | ehemalige „Ölmühle“      | Dammweg 20 (Karte)                                      |           | Die Mühle ist total umgebaut; an das ursprüngliche Anwesen erinnert eine Gedenkinschrift. |    |
| BW              |                          | An der Gemarkungsgrenze Seebergen/Wandersleben, (Karte) |           | eine etwa 30 m² große Fläche mit zwei Marksteinen und einem Vermessungsstein |    |
| BW              | Hunold’sche Papiermühle  | Wechmarer Straße 21 (Karte)                             |           | Die Mühle wurde um 1700 vom Hochgräflich Hatzfeldischen Amtsvogt Hieronymus Hunold errichtet, der auch Besitzer der Mahlmühle war. Im Jahre 1713 wird der Ohrdrufer Johann Andreas Stedekorn ansässiger Pächter der Mühle. Dessen Sohn Hans Michael wird 1720 als Knecht des Hunold erwähnt. 1730 wird Hans Michael Stedekorn Besitzer der Mühle, 2 Jahre vor seinem Ableben. Von 1740 bis 1773 ist die Familie Köhler Mühlenbesitzer, zunächst Johann David, dann Johann Gottfried. 1774 geht das Anwesen auf den Nachbarn, den Ziegeleibesitzer Johann Joachim Reinhardt über, der die Papierherstellung einstellte. Johann Gottfried Köhler erwarb im gleichen Jahre die leerstehende Stedekorn-Mühle in der Nähe der Waidmühle. Es folgte ein häufiger Besitzerwechsel mit Änderungen der Mühlenfunktion. 1928 schließlich wurde der Betrieb der „Kalkmühle“ eingestellt. Heute ist das Mühlengebäude restauriert und zu einem Wohnhaus umgebaut. |    |